# Haliophasma dakarensis
Haliophasma dakarensis är en kräftdjursart som beskrevs av Barnard 1925. Haliophasma dakarensis ingår i släktet Haliophasma och familjen Anthuridae. Inga underarter finns listade i Catalogue of Life.